# 灵川—二塘货运外绕线
灵川—二塘货运外绕线，亦称灵二环线或湘桂铁路货运外绕线，是湘桂铁路扩能改造工程的一部分。线路位于中国广西壮族自治区桂林西郊，全长27公里，双线电气化。该线在灵川站与衡柳铁路分出，并与贵广铁路在桂林西站交会，在秀峰区路口村与衡柳铁路交汇，并平行至二塘站。

## 历史
灵川—二塘货运外绕线于2010年开始建设。经过2年多的建设，货运外绕线在2012年3月进入架梁铺轨施工，是年8月建成通车。
2013年衡柳铁路全面联调联试期间，配属于中国铁道科学研究院的综合检测列车亦经由灵川—二塘货运外绕线参与衡柳铁路联调联试工作。

## 现状
有两家大陆媒体在报道这条铁路线时是这样描述的：
|                                                                            | 据了解,桂林西站的地点设在（桂林市）灵川县定江镇,未来发展将定位为我市一个主要货站。湘桂铁路年运输货运量能力为4000万吨,其货车外绕线经过西站后,可通过原有桂海线与桂林南、桂林东两个货运场站相连。目前,我市计划将桂林西站做大做强,并逐步弱化桂林南、北货场功能,形成以桂林西货站为主、桂林东货场、临桂二塘、苏桥货站为辅的桂林铁路货运场站新格局。 |
| ——网易新闻《高铁时代越来越近 2012年火车空中横穿桂林机场路》，2010年5月19日 | |

|                                                                                             | 据悉，湘桂铁路货车外绕线北起灵川站南，经桃花江、跨机场路绕行市区，南至临桂二塘，（2012年）8月底建成通车后，原湘桂线上的货运列车将不再沿环城西二路穿越市区。 |
| ——桂林生活网—桂林晚报《湘桂铁路货车外绕线开始铺轨 9月起货运火车不再穿越市区》，2012年3月9日 | |

但在2016年年底前，由于桂林西站货运中心在建设中，而货运编组站和柳州机务段桂林运用车间（即原桂林机务段）均设在桂林北站二场（即“老北站”），因此当时很多经过桂林的货运列车皆进入桂林北站进行货车编组和机车整备，而货运外绕线很少有目击走车的记录。
2017年后，桂林西站货运中心以及桂林西铁路综合物流中心相继开通运营，经过桂林的货运列车悉数经由桂林西站进行货车编组和机车整备，但衡柳铁路灵川站到二塘站区间有少量货运列车经过。